# آهنربای مرگ
| بررسی جمعی       | بررسی جمعی |
| منبع             | رتبه‌بندی   |
| ---------------- | ---------- |
| متاکریتیک        | ۷۸/۱۰۰     |
| بررسی انتقادی    |            |
| منبع             | رتبه‌بندی   |
| آل‌میوزیک         | [ ۶ ]      |
| بلندر            | [ ۵ ]      |
| کانسیکوئنس       | [ ۷ ]      |
| انترتینمنت ویکلی | B+         |
| گاردین           | [ ۹ ]      |
| لس آنجلس تایمز   | [ ۱۰ ]     |
| ان‌ام‌ئی           | ۸/۱۰       |
| پیچفورک          | ۴٫۹/۱۰     |
| رولینگ استون     | [ ۱۳ ]     |
| آنکات            | [ ۱۴ ]     |

آهنربای مرگ (انگلیسی: Death Magnetic) نهمین آلبوم استودیویی گروهِ هوی متالِ آمریکایی متالیکا است که در ۱۲ سپتامبر ۲۰۰۸ منتشر شد. این آلبوم، اولین آلبوم با نوازندهٔ گیتار بیسِ جدیدشان یعنی رابرت تروهیو و نیز تهیه‌کنندهٔ جدیدشان ریک روبین می‌باشد. همچنین برای نخستین بار مسئولیت انتشار آن را شرکت وارنر رکوردز در ایالات متحده بر عهده دارد. نخستین تک‌آهنگ آلبوم «روزی که هرگز نمی‌آید» نام دارد، که در اوت ۲۰۰۸ منتشر شد.
از ۲۳ اردیبهشت ۸۷ (۱۲ میِ ۲۰۰۸)، وبگاهی مخصوص آلبوم جدید بنام «مأموریت متالیکا» راه‌اندازی شده که ویژگی منحصر به فرد آن، به‌روزرسانی روزانه شامل فیلم‌ها و عکس‌هایی از پشتِ صحنه و دوربین مخفی از استودیو می‌باشد. در ۲۶ اردیبهشت (۱۵ می) لارس اولریک (درامر) اطلاع داد که متالیکا ۱۱ آهنگ برای آلبوم آهنربای مرگ ضبط کرده است ولی به خاطر محدودیت‌ها فقط ۱۰ آهنگ در آلبوم خواهد بود. فیلمی کوتاه که ۲۵ خرداد (۱۴ ژوئن) بر روی وبگاه «مأموریت متالیکا» منتشر شد، نام رسمی آلبوم را اعلام کرد.
آهنربای مرگ متالیکا را به اولین گروهی تبدیل کرد که پنج آلبوم استودیویی متوالی آن‌ها به صدر جدول بیلبورد ۲۰۰ ایالات متحده رسیده است. این آلبوم نقدهای مثبتی از سوی منتقدان دریافت کرد و آن را بازگشتی به موقعیت برتر متالیکا دانستند. با این حال، مراحل تولید آلبوم مورد انتقاد قرار گرفت و حاصل جنگ بلندی صدا عنوان شد. این آلبوم و ترانه‌های آن نامزد شش جایزه گرمی (پنج در سال ۲۰۰۹ و یک جایزه در سال ۲۰۱۰) شدند و سه جایزه از جمله بهترین اجرای متال برای «آخرالزمان من» را دریافت کردند. در حمایت از آلبوم، متالیکا تور جهانی مغناطیسی را از اکتبر ۲۰۰۸ تا نوامبر ۲۰۱۰ برگزار کرد. چهار قطعه منتشر نشده از جلسات ضبط آلبوم بعداً در دسامبر ۲۰۱۱ به شکل ئی‌پی منتشر شد.

## دوره خشم مقدس
در ۱۶ ژانویه ۲۰۰۴ جیمز هتفیلد مرد جلودار و ریتم گیتاریست متالیکا اعلام کرد گروه تقریباً ۱۸ آهنگ داشت که در آلبوم سال ۲۰۰۳ شان، خشم مقدس منتشر نشدند و ممکن است که در آینده روی آن‌ها بیشتر کار بشود. هتفیلد همچنین گفت که آن‌ها کارهایی تازه را در میان کار استودیویی نواخته‌اند ولی هنوز برنامه‌ای برای آلبوم نهم ندارند. در ۱۲ مارس ۲۰۰۴ لارس اولریک، درامر گروه، از ضبط کارهای ۳۰ دقیقه‌ای فشرده قبل از اجراهای زندهٔ گروه خبر داد که این ضبط‌ها مراجعی برای آینده خواهند بود. وی افزود که منتخبی از این کارها در آلبوم آینده استفاده خواهد شد و در ژانویه به استودیو برخواهیم گشت.
تا اکتبر ۲۰۰۴ اعلام شد که که گروه حدود ۵۰ ساعت از این پیش‌تنظیم‌های فشرده همراه با صدها ریف، پیشرفت کورد‌ها و خطوط پایهٔ آهنگ‌ها ضبط کرده است. در ۳۰ سپتامبر ۲۰۰۴ جیمز هتفیلد گفت که امیدواریم که در بهار ۲۰۰۵ به استودیو برگردیم.
گروه بهار و تابستان ۲۰۰۶ را علاوه بر تعدادی کنسرت تابستانی به نوشتن آلبوم (که قبلاً هم دوسه ماهی به نوشتن پرداخته بودند) پرداخت. همچنین لارس اولریک اظهار داشت که گروه وضعیت بهتری در مقایسه با دوره ضبط آلبوم قبلی، خشم مقدس، دارد. در تاریخ ۱۶ آوریل ۲۰۰۶ لارس اولریک خبر از ضبط ۶ تا ۷ آهنگ (بجز آواز) از منتخب کارهای فشرده‌شان در دوره تور خشم مقدس داد. او افزود که تا به اینجا، قطعه‌های جدید گروه یادآور کارهای قدیمیِ متالیکاست و قطعاً مانند قسمت دوم خشم مقدس به نظر نمی‌رسد.
در ۲۰ می۲۰۰۶ کرک همت، لید گیتاریست، خاطرنشان کرد که گروه ۱۵ آهنگ نوشته است که در هر هفته حدود ۲ تا ۳ تای آن‌ها نوشته شده است. جیمز هتفیلد نیز ریک روبین (تهیه‌کننده) را بخاطر سبک کاریش در دادن آزادی عمل به گروه و ایجاد حداقل فشار تحسین و ستایش نمود علی‌رغم اینکه گاهی اوقات کارها کمی نامتمرکز می‌شد. در به‌روزرسانی ۲۷ می۲۰۰۶ وبگاه متالیکا فیلمی در مورد آلبوم جدید به روی سایت رفت که لارس اولریک پیشگام آن بود، دربارهٔ آلبوم گفت:
اگر شما در داخل استودیو باشید، همه فرض می‌کنند که شما درحال ضبط یا تهیهٔ یک آلبوم هستید… آخرین باری که در حال تهیهٔ آلبوم بودیم، در واقع هیچ مرزی بین فرایند نوشتن و ضبط نبود. در خشم مقدس هیچ‌کس از قبل قطعه‌ای ضبط شده یا ایده‌ای از قبل نداشت. ما آن را همان‌جا و در دم ساختیم… پس اینبار ما همان کاری را می‌کنیم که برای آلبوم‌های دیگر کردیم: نخست ما می‌نوسیم سپس ضبط می‌کنیم. تنها تفاوت اینه… که ما همان جایی که ضبط خواهیم کرد، داریم آهنگ‌ها را می‌نوسیم.

## اجرای نخستین آهنگ‌های جدید

جیمز هتفیلد و کرک همت در حال تمرین

در طی تور «فرار از استودیو ۰۶»، گروه دو آهنگ جدید به نام‌های موقتیِ «آهنگ جدید» و «دیگر آهنگ جدید» اجرا کرد که از طرف طرفداران گروه نام‌های غیررسمی «مرگ پایان نیست» و «لاشخورسان» را به خود گرفتند. هر دو آهنگ، آهنگ‌هایی تند و سریع و برخلاف آلبوم پیشین دارای سولو‌های متعدد از کرک همت (گیتاریست) بودند.
«آهنگ جدید» در ۶ ژوئن ۲۰۰۶ در برلینِ آلمان اجرا شد که طبق اجرا حدود ۸ دقیقه طول کشید. چون هتفیلد به‌طور مکرر در طی آهنگ عبارت «مرگ پایان نیست» را تکرار می‌کرد شایعه شد که عنوان آهنگ هم همین است. این آهنگ برای چندین بار دیگر در فیلم‌های «پرواز بالای دیوار» بر روی وبگاه «مأموریت متالیکا» آمد که گروه را در حال تدوین و ارتقای آهنگ نشان می‌داد، با این تفاوت که از تندای آهنگ کاسته شده و فاقد آواز بود.
«دیگر آهنگ جدید» در ۱۲ اوت ۲۰۰۶ در توکیوی ژاپن اجرا شد که خیلی کوتاه‌تر بود و زیر ۴ دقیقه طول کشید.
در ۱۷ ژانویه ۲۰۰۷ لارس اولریک در مصاحبه با ریوُلوِر اظهار داشت که ریک روبین برخلاف باب راک که خیلی در فرایند نوشتن آهنگ‌ها تأثیرگذار بود، ما را به حال خودمان می‌گذارد و سعی دارد که کمتر در کار نوشتن دخالت کند. او بر این نکته خیلی تأکید می‌کند که پیش از آنکه نوشتن همهٔ آهنگ‌ها تمام نشده است، ضبط آن‌ها را شروع نکنیم.
در ژانویه ۲۰۰۸ (دی ۸۶) خبری توسط وبگاه Stereowarning.com منتشر شد مبنی بر آنکه انتشار آلبوم تا سپتامبر ۲۰۰۸ (شهریور ۸۷) به تعویق افتاده است ولی بلافاصله توسط مدیریت متالیکا تکذیب شد و گفته شد که برای آلبومی که تاریخ دقیقی از قبل برای انتشار نداشته است، تأخیر معنا ندارد.
در ۲۷ فروردین ۸۷ (۱۵ آوریل ۰۸) نسخه‌های LP دو آلبوم اول متالیکا یعنی همه‌شان را بکش و سوار بر آذرخش منتشر شدند. هردو LP به خاطر داشتن پیوندی به وبگاه «مأموریت متالیکا»، طرفداران را شگفت زده کردند. بر طبق وبگاه، خبرهای جدید دربارهٔ آلبوم جدید ۲۳ اردیبهشت (۱۲ می) قرار بود که منتشر شوند. شرکت «برادران وانر» نیز قول داده بود که هنگامیکه متالیکا در حال برگزاری کنسرت‌های تور تابستانی است قطعاتی جدید از آلبوم را بر روی وبگاه قرار دهد.

## فرایند ضبط آهنگ‌ها

لارس اولریک و جیمز هتفیلد در طی نشست‌های ضبط مرگ مغناطیسی

رابرت تروجیلو در حال خواندن در استودیو

در ۵ مارس ۲۰۰۷ لارس اولریک اعلام کرد که گروه از ۲۵ آهنگ نوشته شده، ۱۴ آهنگ مستعد را برای ضبط در طی هفتهٔ آینده انتخاب خواهد کرد. او همچنین دربارهٔ سبک کاریِ ریک روبین گفت:
بزرگ‌ترین چیزی که ریک از ما می‌خواهد اینست که تمام این آهنگ در ذهن و بدنمان جاسازی بشود و نقش ببندد و اساساً دوشنبهٔ آینده فقط برویم (و) آن‌ها را (برای ضبط کردن) بنوازیم… بنابراین شما آن عامل خلاق را از فرایند ساخت آلبوم خارج می‌کنید و می‌روید که فقط آن دسته آهنگ‌ها را ضبط کنید و دیگر انرژی برای تغییر، تحلیل یا ساخت آهنگی دیگر نمی‌کنید. سبک او ضبط یک‌جا و یک‌مرتبهٔ کار است، درست مانند اینکه بروی داخل استودیو و بنوازی و بیای بیرون در حالیکه تمام افکارتو آنجا جا بذاری!
در ۱۴ مارس ۲۰۰۷، وبگاه رسمی متالیکا اذعان داشت که متالیکا برای ضبط آلبوم نهم خود به لس آنجلس برگشته، جایی که آخرین بار برای ضبط آلبوم سیاه در آنجا بود.
در ۴ ژوئن ۲۰۰۷ رابرت تروجیلو (بیسیت) در مصاحبه‌ای گفت که از دو آهنگ جدید اجرا شده به‌طور زنده در برلین و توکیو، فقط یکی در آلبوم حضور پیدا خواهد کرد. برای سورپرایز کردن طرفداران، متالیکا بار دیگر «دیگر آهنگ جدید» را در ۲۹ ژوئن ۲۰۰۷ در بیلبائویِ اسپانیا اجرا کرد.
در ۱ ژوئیهٔ ۲۰۰۷ لارس اولریک اعلام کرد ضبط اولیهٔ تمام آهنگ‌ها به پایان رسیده است و فقط آواز و چند صداگذاری باقی مانده است، که قرار است در ماه اوت ضبط شوند.
آنها امیدوارند که آلبوم را در اکتبر یا نوامبر تمام کنند تا آلبوم میکس شود. و او پیش‌بینی کرد که احتمالاً آلبوم در بهمن ۸۶ (فوریه ۰۸) منتشر شود. همچنین خاطرنشان کرد که آهنگ‌هایی که آن‌ها ساخته‌اند بسیار طولانی‌اند. تا دسامبر ۲۰۰۷، مجلهٔ رولینگ استونز گزارش کرده است که هنوز کار ضبط آواز شروع نشده است.
در ۲۱ ژانویه ۲۰۰۸ وبگاه Metclub.com از آغاز ضبط آوازِ هتفیلد خبر داد. در ۲۹ فوریه بنابر Sterlingsound.com کشف شد که تد جِنسِن از طرف شرکت صدای اِستِرلینگ مسئولیت آماده‌سازی (مسترینگ) آلبوم را بر عهده دارد.
در مصاحبه جیمز هتفیلد با تلویزیونی ترکی پیرامون کنسرتشان در استانبول از وجود یک آهنگ بی کلام خبر داد. البته هنوز مشخص نشده است که این آهنگ کدام یک از آهنگ هاست.

## انتشار
در کنار دسترسی آزاد و رایگان به وبگاه «مأموریت متالیکا» که به عنوان تجربه‌ی۱ نامگذاری شده است (که شامل مراحل گام به گام نوشتن و ضبط آهنربای مرگ، ریف‌ها و منتخب آنها، عکس‌های اختصاصی و آهنگ‌های زنده می‌باشد) سه بستهٔ تجاری مختلف از آلبوم در کنار بسته ویژهٔ «مجموعهٔ ویرایش مخصوص» از طریق سایت «مأموریت متالیکا» عرضه خواهد شد:
تجربه‌ی۲
- دریافت الکترونیکی آهنربای مرگ با ۳۲۰ kbit/s، زنگ‌صداها، دو اجرای زنده، ۲ ساعت اضافی فیلم اختصاصی مراحل گام به گام ساخت، ۲۵۰ عکس – به علاوه تمام موارد بالا (تجربه ۱)

تجربه‌ی۳
- سی‌دی فیزیکی آهنربای مرگ - به علاوه تمام موارد بالا (تجربه ۱ و ۲)

تجربه‌ی۴
- بستهٔ آهنربای مرگ بر ۵ vinyl LP آلبوم، در بستهٔ ۱۸۰ گرمی با ۵ پوشش مجزا، حجاری عبارت «مأموریت متالیکا» - به علاوه تمام موارد بالا (تجربه ۱ و ۲ و ۳)

بستهٔ مغناطیسی – آهنربای مرگ (مرگ درون یک تابوت)
- بستهٔ مجموعهٔ ویرایش شدهِ سفیدِ تابوتی‌شکل، در سه اندازه متفاوت که شامل: سی‌دی آهنربای مرگ در بستهٔ ویژه، سی‌دیِ اضافی شامل پیش‌آهنگ‌های (دِمو) آلبوم، دی‌وی‌دی از صحنه‌هایی از مراحل ساخت که در تجربه‌های قبلی موجود نیست، تی‌شرت منحصر بفرد با نشان آهنربای مرگ، پرچم، پیکِ گیتار، پوستر تابوتی‌شکل از اعضای متالیکا و کارت اعتباریِ همراه با رمزی برای دریافت رایگان کنسرت‌های سپتامبر ۲۰۰۸. این بسته در کشورهای انگلستان، استرالیا، لهستان، فنلاند، اسپانیا و سوئیس برای پیش‌سفارش موجود می‌باشد. در استرالیا قیمت آن ۲۰۹ دلار استرالیاست.

در ۲۷ تیر ۸۷ (۱۷ ژوئیه ۰۸) جلد روی آلبوم بر روی وبگاه «مأموریت متالیکا» قرار گرفت. شکل آن تابوتی خالی با طراحی سیاه‌سفید دورِ آن (همراه با میدان مغناطیسی در اطراف آن) و نماد متالیکا در زیر آن است.

### پیش‌انتشار دیجیتالی از طریق بازیها
در اکتبر ۲۰۰۷ در مصاحبه‌ای با سازندگان بازی Rock Band گفته شد که متالیکا حق انتشار نخستین تک‌آهنگ (Single) از آهنربای مرگ را به MTV Games داده است تا قبل انتشار رسمی آلبوم، آن را در بازی خود منتشر کنند.
در ژوئن ۲۰۰۸ اعلام شد که کل آلبوم آهنربای مرگ در زمان انتشار برای Guitar Hero III: Legends of Rock و در ماه اکتبر برای بازی جدید Guitar Hero یعنی Guitar Hero World Tour قابل بازی خواهد بود.

### عنوان آلبوم
در ۲۶ تیر ۸۷ (۱۶ ژوئیه ۰۸) جیمز هتفیلد دربارهٔ نام آلبوم گفت:
آهنربای مرگ، حداقل خود عنوان، برای من به عنوان نوعی تقدیر و ستایش از کسانی است که در حرفهٔ ما سقوط کرده‌اند. مانند لِین اِستَلی و بسیاری از دیگرانی که مردند، اساساً هرجور فداییِ راک‌ان‌رول. و این چیزیِ که از آنجا آمده، فکر کردن در مورد مرگ… خیلی از آدم‌ها به سمت آن کشیده می‌شوند درست مانند میدان مغناطیس (و) افراد دیگر از آن می‌ترسند و از آن فرار می‌کنند… و در مورد این فکر که روزی خواهیم مرد بارها صحبت می‌شود ولی اکثر اوقات از آن یادی نمی‌کنیم – هیچ‌کسی نمی‌خواهد با آن روبرو شود، اون یک فیل بزرگ در داخل خانه است! ولی همهٔ ما باید نقطه‌ای از زندگیمان با آن معامله کنیم.

## فهرست آهنگ‌ها
متن همهٔ ترانه‌ها توسط جیمز هتفیلد نوشته و موسیقی همهٔ آنها توسط متالیکا ساخته شده‌است.
| شماره      | نام                                   | مدت   |
| ---------- | ------------------------------------- | ----- |
| ۱.         | «That Was Just Your Life»             | ۷:۰۸  |
| ۲.         | «The End of the Line»                 | ۷:۵۲  |
| ۳.         | «Broken, Beat & Scarred»              | ۶:۲۵  |
| ۴.         | «The Day That Never Comes»            | ۸:۰۰  |
| ۵.         | «All Nightmare Long»                  | ۸:۰۰  |
| ۶.         | «Cyanide»                             | ۶:۴۰  |
| ۷.         | «The Unforgiven III»                  | ۷:۴۷  |
| ۸.         | «The Judas Kiss»                      | ۸:۰۳  |
| ۹.         | «Suicide & Redemption» (Instrumental) | ۱۰:۰۰ |
| ۱۰.        | «My Apocalypse»                       | ۵:۰۱  |
| مجموع مدت: | مجموع مدت:                            | ۷۵:۰۷ |

1. این همان زندگی تو بود
2. آخرِ خط
3. شکسته، مغلوب و زخم خورده
4. روزی که هرگز نمی‌آید
5. تمام طول کابوس
6. سیانور
7. نابخشوده ۳
8. بوسهٔ یهودا
9. خودکشی و رستگاری
10. آخرالزمان من

## تأثیر آلبوم بر رسانه‌ها
در مصاحبهی ۲۰۰۷ با مجلهٔ رولینگ استونز، مَت سُروم، درامر گروه وِلوِت ریوُلوِر، تأثیرات آهنگ‌های ناتمام را این‌طور توصیف کرد:
لارس، دوست خوب من است. او برای من پیش‌آهنگ‌های کارشان را پخش کرد و من برگشتم و نگاهی به او کردم و گفتم: اون کثافتو آماده کن و بده بیرون (منتشر کن). خیلی خنده‌داره! پیش‌آهنگ‌ها واقعاً مریض‌گونه‌اند. آهنگ‌های ۸ دقیقه‌ای، تغییر مکرر تندای آهنگ‌ها، تندیِ دیوانه‌وار. به او گفتم: رفیق، به مرور که شما دارید پیر می‌شوید اگر نمی‌خواهید تندی آهنگ‌ها را کم کنید، چرا زیادترش می‌کنید؟! چه جوری می‌خواهید این آهنگ‌ها را زنده اجرا کنید؟ و من و لارس تمام شب بیرون در مهمونی بودیم و می‌دونستم که او فردا باید به استودیو برود و این کار احمقانه، یعنی نواختن آهنگ‌های ۸–۹ دقیقه‌ای را انجام دهد. و من واقعاً به او می‌خندیدم. – چون اون فقط پیش‌آهنگ را برای من پخش کرده بود که البته نشانه‌هایی از درام تندتر هم داشت. من به او تلفن زدم و گفتم: هی، رفیق، حالت چطوره؟ و اون گفت: رفیق، دارم می‌میرم! آن‌ها هر چیزی را روی نوار ضبط می‌کنند، بدون ویرایش کامپیوتری، زنده، بدون کلیک. من واقعاً دربارهٔ آلبوم شگفت‌زده‌ام.
۶ آهنگ از آهنربای مرگ برای جمعی از خبرنگاران موسیقی در انگلستان در ۱۵ خرداد ۸۷ (۴ ژوئن ۰۸) در مهمانی‌ای به همین مناسبت پخش شد که حاکی از وجود دو آهنگ حماسی ۸ دقیقه‌ای بر روی آلبوم بود.
تک‌آهنگ اصلی آلبوم، که هنوز نامی برای آن مشخص نشده، گفته می‌شود که یادآور تک‌آهنگ حماسی سال ۱۹۹۰ آن‌ها که موفق به برنده شدن اولین جایزهٔ متالِ گِرَمی شد یعنی تک است. گفته می‌شود که گروه ساخت آهنگ بدون سولو را ترک کرده و برخلاف خشم مقدس این آلبوم دارای سولوهای متعدد است. همچنین گروه به پیچیدگی و ضبط چند لایه‌ای قدیمی خود در آلبوم ... و عدالت برای همه بازگشته است. گفته می‌شود آلبوم در حدود ۷۵ دقیقه است.
ترش هیت همراه با کوآیتِس اولین وبگاه‌هایی بودند که تحلیل خود را از آهنربای مرگ منتشر کردند: این آلبوم در واقع یک ارتقا عظیم از آلبوم سال ۲۰۰۳ یعنی خشم مقدس است. متال هَمِر هم اذعان داشت که آهنربای مرگ دارای ریف‌های تند و تیز، صدا غیرمعمول گوشخراش است و سبک جدید متالیکا را با گروه‌هایی همچون اسلیر، لد زپلین و حتی ریج اگینس ماشین مقایسه کرده است. راک سَئند هم اولین تک‌آهنگ با چیزهایی همچون تین‌لیزی مقایسه کرده است.

## پدیدآورندگان

### گروه
- جیمز هتفیلد – آواز، ریتم گیتار
- کرک همت – لید گیتار، هم‌آوازی
- رابرت تروجیلو – گیتار بیس، هم‌آوازی
- لارس اولریک – درامز، سازهای کوبه‌ای

### تهیه‌کنندگان
- ریک روبین – تهیه‌کننده
- تد جنسن – مسترینگ
- گِرِگ فیدلمن - میکسینگ